# 晏氂
晏氂（？—？），中国春秋时期齐国政治人物。
前550年秋，齐庄公乘栾盈之乱，出兵攻打晋国。晋将赵胜率领东阳之师追击齐国军队，擒获晏氂。